# Roseville, Minnesota
Roseville, Minnesota là một thành phố nằm ở quận Ramsey thuộc tiểu bang Minnesota, Hoa Kỳ. Thành phố có diện tích 35,8  km² với diện tích mặt nước là 1,5  km², dân số theo ước tính năm 2000 của Cục điều tra dân số Hoa Kỳ là 33.690 người.
Roseville là một thành phố ở Ramsey County, Minnesota, ngay phía bắc của Saint Paul và phía đông Minneapolis. Đây là một trong hai vùng ngoại ô của Thành phố đôi bên cạnh cả Saint Paul và Minneapolis (người kia là Lauderdale). Vùng đất bao gồm Falcon Heights, Lauderdale, và phía nam Roseville đã được hợp nhất cho đến khi Roseville kết hợp vào năm 1948 và Falcon Heights và Lauderdale được thành lập vào năm 1949.

## Kinh doanh
Thuế bất động sản của Roseville là một trong những mức thuế thấp nhất trong khu vực đô thị Twin Cities, do một phần đất được khoanh vùng thương mại rộng lớn. [7] Một số trung tâm mua sắm lớn nằm ở Roseville, bao gồm Rosedale Centre và Har Mar Mall. Chi tiêu bán lẻ bình quân đầu người của thành phố cao hơn một chút so với Bloomington (nhà của Mall of America), và nó có số lượng nhà hàng bình quân đầu người trong khu vực.Cửa hàng Target đầu tiên được xây dựng vào năm 1962 tại Roseville và được thay thế vào năm 2005 với một SuperTarget. Roseville là nơi có hiệu sách Barnes & Noble đầu tiên bên ngoài thành phố New York. McDonald's đầu tiên ở bang Minnesota được xây dựng ở Roseville vào năm 1957. [8] Nữ hoàng Roseville Dairy Queen, cũng là người đầu tiên trong tiểu bang, hiện đang nằm trong danh sách 10 địa điểm lịch sử nguy cấp tuyệt chủng nhất của Minnesota. [9]

## Lịch sử
Vùng đất của Roseville ban đầu là quê hương của Dakota và Ojibway. Những người định cư da trắng đầu tiên đến vào năm 1843, và người Mỹ bản địa rời khu vực này vào năm 1862. Rose Township được thành lập vào năm 1858; nó được đặt tên theo một trong những người định cư đầu tiên, Isaac Rose. [11] Thị trấn bao gồm các khu vực hiện nay được gọi là Roseville, Lauderdale, và Falcon Heights, cũng như một phần của Saint Paul và Minneapolis ngày nay. Khu vực này đã tăng trưởng nhanh chóng trong những năm 1930 và 1940, và Roseville được thành lập như một ngôi làng vào năm 1948 để phù hợp với nó. Falcon Heights và Lauderdale nhanh chóng theo sau, và Rose Township không còn tồn tại nữa. Cảnh sát trưởng Roseville đầu tiên là Ray Goneau và ông giữ chức vụ đó cho đến năm 1977.

## Địa Lý
Theo Cục Thống Kê Dân số Hoa Kỳ, thành phố có tổng diện tích 13,84 dặm vuông (35,85 km2), trong đó 13.00 dặm vuông (33,67 km2) là đất và 0,84 dặm vuông (2,18 km2) là nước. [1]
Đường vĩ tuyến 45 đi qua thành phố; một điểm đánh dấu ở góc đông bắc của giao lộ của Cleveland Avenue và Loren Road xác định vị trí. [13] [14]
Xa lộ Liên tiểu bang 35W và Đường cao tốc Minnesota 36, 51 (Đại lộ Snelling), và 280 là bốn tuyến đường chính ở Roseville.

## Trường Đại Học
- Minneapolis Business College
- National American University
- University of Northwestern – Saint Paul